# ゴデチ

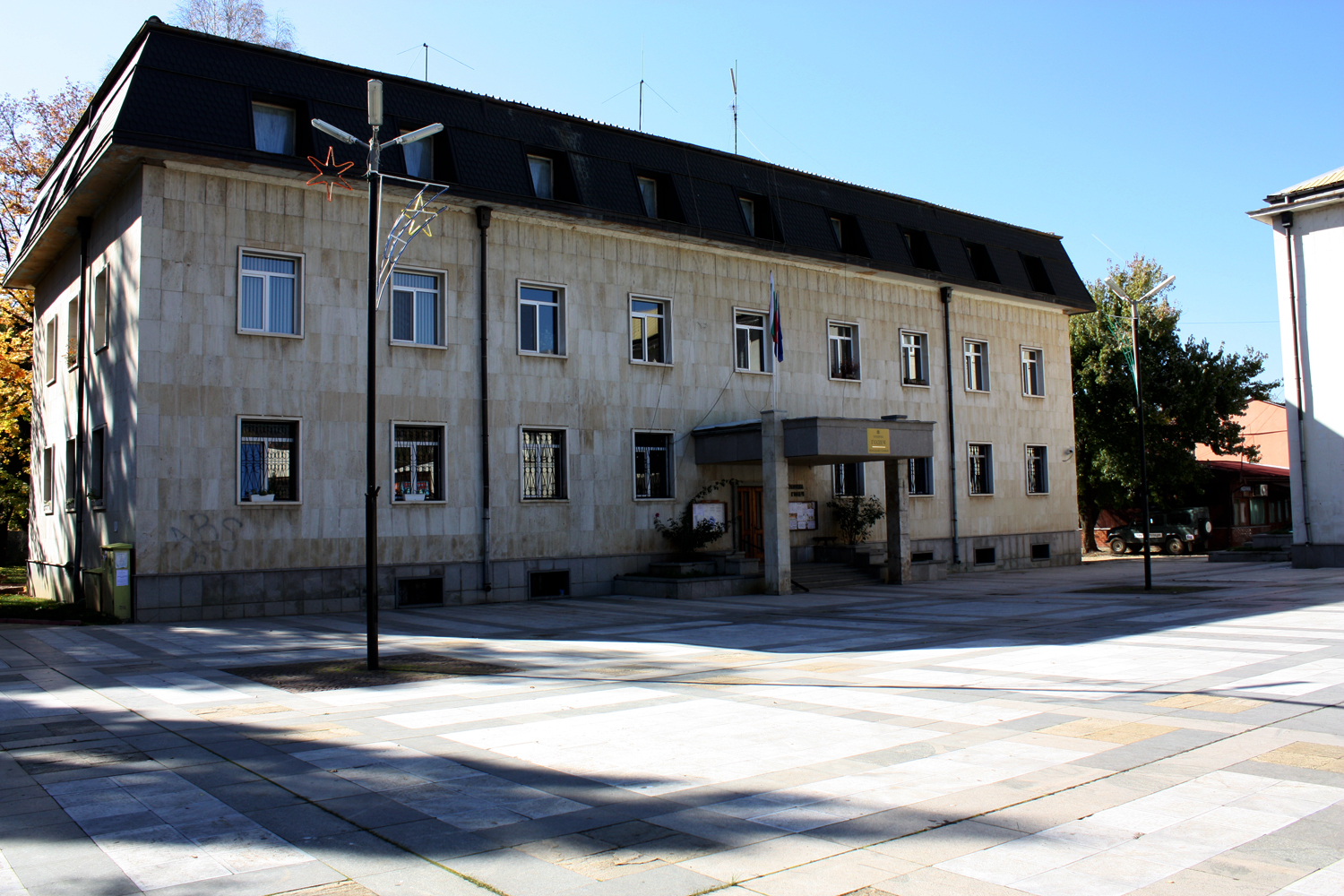
ゴデチ町役場

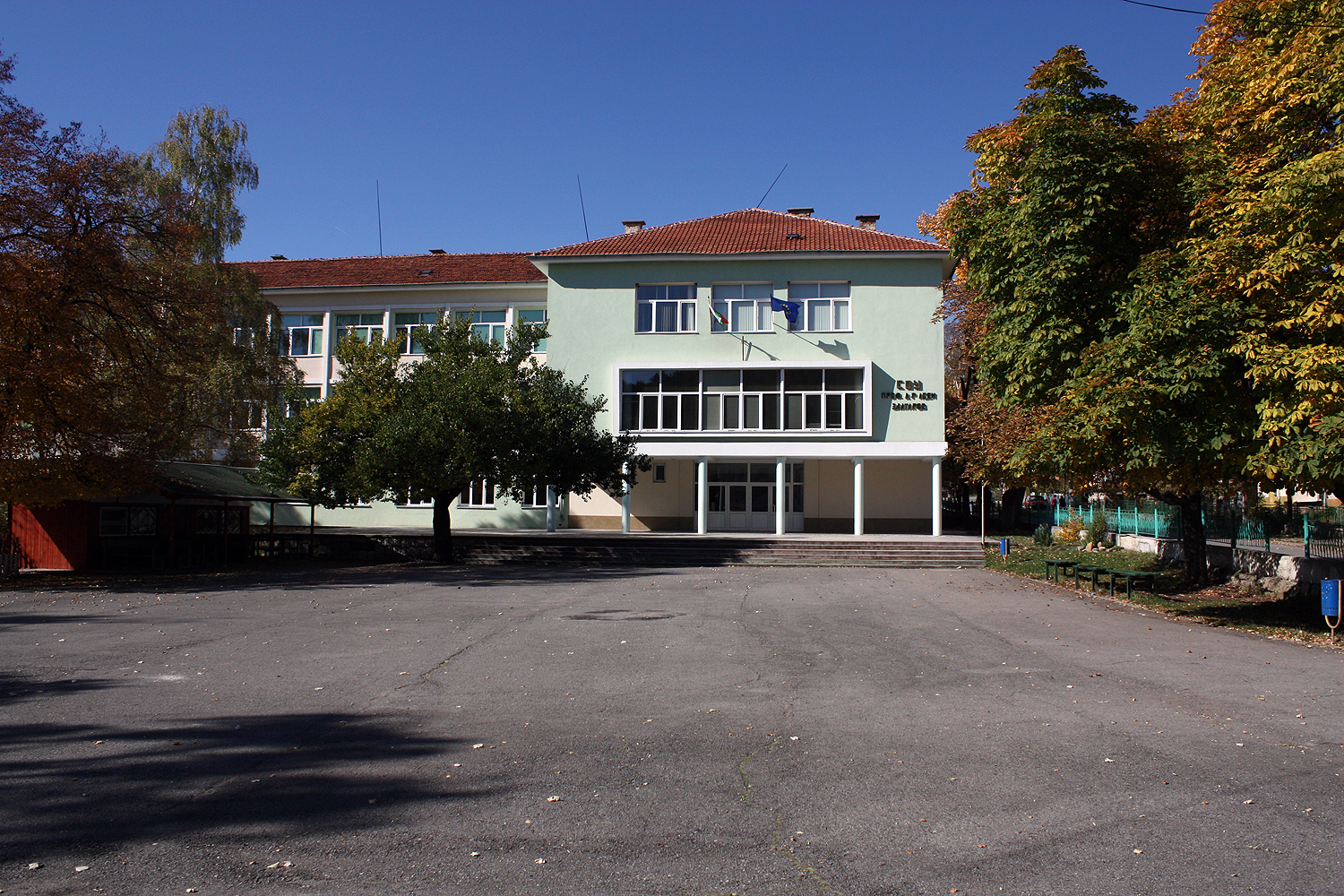
ゴデチ中学校

ゴデチ（ブルガリア語: Годѐч, ラテン文字転写: Godech）は、ブルガリアのソフィア州にある小さな町。バルカン山脈最西部のニシャヴァ川の谷あいに位置する。セルビア国境から20キロメートル東の地点にある。人口は4663人（2006年）。ゴデチ市の行政の中心地である。
南極のリヴィングストン島にある山、ゴデック・ヌナタックは、ゴデチにちなんで命名された。

## 歴史
数々の考古学上の発見から、先史時代にはすでにこの地域に人類が定住していたことがわかっている。トラキア人やローマ帝国に関する古代の史料のほうが、中世から近世の史料よりも豊富に発見されている。トゥデン村の聖ニコラ教会には保存状態のよい碑文が残されており、それによれば、同教会は「オスマン帝国がブルガリアをわがものとした」1400年に建立された。その約11年後には、近くのグベシュ村に3つの後陣と小窓を持つ別の教会が建てられている。
町名はゴデク (Godek) という人名に由来する。このゴデクはゴド (Godo) ないし ゴデ (Gode) の転訛、もしくはゴディミール (Godimir) の短縮形と考えられている。このほか、「住みやすい便利な土地」を意味するという説もある。

## 経済
2011年2月に操業を開始した発光ダイオード工場がある。面積は1万500平方メートルで、およそ140人の雇用を生んでいる。
スウェーデンのAQグループの子会社、AQマグニットADの工場も、ゴデチを代表する事業所である。7000平方メートルの工場ではボンバルディアやエリクソンといった顧客向けに、変圧器やインダクタの部品、電気コードを製造している。

## 姉妹都市
- ディミトロヴグラード（セルビア）
- ポドリスク（ロシア）